# James Branch Cabell
James Branch Cabell (ur. 14 kwietnia 1879 w Richmond, zm. 5 maja 1958 tamże) – amerykański pisarz romansów oraz fantasy.

## Życiorys
James Branch Cabell urodził się we wpływowej rodzinie stanu Wirginia, z której pochodziło wiele znaczących osobistości amerykańskiego południa. W 1898 roku ukończył College of William & Mary w Richmond. W latach 1998–1900 pracował jako dziennikarz w Nowym Jorku. W 1901 roku powrócił do rodzinnej miejscowości i rozpoczął pracę w dzienniku Richmond News. W tym samym roku zostały opublikowane jego pierwsze opowiadania. W 1917 roku została wydana książka The Cream of the Jest (Krem żartu), pierwsza, która zwróciła uwagę krytyki literackiej. Szczyt popularności twórczości Cabella przypadł na lata 20. XX wieku. W latach 1932–1935 pracował jako redaktor w piśmie literackim American Spectator. W następnych latach żył we względnym niedostatku, a popularność jego stopniowo spadała. Ostatnią książkę As I Remember It (Tak jak to pamiętam) opublikował w 1955 roku. Przez ostatnie lata życia był niepełnosprawny po przebytym zawale mięśnia sercowego i udarze mózgu. Zmarł w 1958 roku w swoim domu przy 3201 Monument Avenue w Richmond i został pochowany pierwotnie obok pierwszej żony na cmentarzu Emmanuel Episcopal Church w hrabstwie Henrico na Hollywood Cemetery.

## Twórczość
Zostały wydane pięćdziesiąt dwie książki tego autora. 
Został najbardziej zapamiętany jako autor opublikowanej w 1919 skandalizującej powieści Jurgen, A Comedy of Justice, której główny bohater podczas swoich podróży do piekła, nieba oraz poza ich obręb uwodzi kobiety, a nawet samą żonę diabła. Książka oraz jej autor zostały potępione przez New York Society for the Suppression of Vice (Nowojorskie Towarzystwo Zwalczania Występków) i stały się przedmiotem trwającego przez dwa lata postępowania pod zarzutami nieprzyzwoitości, jednakże ostatecznie książka została uznana za nadającą się do rozpowszechniania, a cała sprawa dodała jej popularności.
Jego największym dokonaniem literackim jest wydany w latach 1927–1930 osiemnastotomowy cykl fantastyczno-alegorycznych powieści znany jako Biography of the Life of Manuel (Biografia życia Manuela), do której została również włączona powieść Jurgen). Składa się z powieści, nowel oraz wierszy i przedstawia życie Manuela, hrabiego Poictesme (fikcyjnej francuskiej prowincji) oraz jego potomków.
W latach 20. XX wieku lata jego twórczość, była atakowana przez krytyków za elementy uznawane wówczas za pornograficzne, natomiast w latach 30. za uciekanie od rzeczywistości. 
Jego powieści nie zostały przetłumaczone na język polski.  

## Życie prywatne
Całe życie był związany z Richmond. Był żonaty dwukrotnie, pierwszy raz z Priscillą Bradley Shepherd (1913), z którą miał swoje jedyne dziecko, syna Ballarda Hartwella. Po jej śmierci ożenił się z Margaret Waller Freeman (1950). 

## Upamiętnienie
Biblioteka Uniwersyteto Wspólnoty Wirginii nosi jego imię.